# Parexcelsa
Parexcelsa là một chi bướm đêm thuộc họ Geometridae.